# 20Ten
20Ten (spreek uit als "two thousand and ten") is een muziekalbum van de Amerikaanse popartiest Prince, uitgebracht in 2010.

## Algemeen
Het album is net als Planet Earth uit 2007 gratis via de geprinte media verspreid. Beginnende in Europa op 10 juli 2010 door onder andere het Belgische kranten Het Nieuwsblad en De Gentenaar, en de Britse Daily Mirror en de Schotse Daily Record. Op 22 juli zal het Franse Courrier international en de Duitse versie van Rolling Stone moeten volgen. Prince verklaarde dat het album niet op legale wijze via het internet te downloaden zal zijn.
Via de verschillende onofficiële kanalen was het album een dag voor de uitgave beschikbaar op internet. Opmerkelijk is hierbij dat het album niet eerder uitgelekt lijkt te zijn. Doordat alle abonnees van voornoemde kranten de fysieke uitgave ontvangen hadden ontstond er snel een levendige handel op internet.
In het kader van de uitgave van 20Ten kwam Prince in juli 2010 naar Europa voor een korte serie openluchtconcerten, waaronder een op 10 juli in het Belgische Werchter, gevolgd door een aftershow in de Viage in Brussel.

## Nummers
| 01.      | Compassion                 | 3:57 |
| 02.      | Beginning Endlessly        | 5:27 |
| 03.      | Future Soul Song           | 5:08 |
| 04.      | Sticky Like Glue           | 4:46 |
| 05.      | Act of God                 | 3:13 |
| 06.      | Lavaux                     | 3:03 |
| 07.      | Walk in Sand               | 3:29 |
| 08.      | Sea of Everything          | 3:49 |
| 09.      | Everybody Loves Me         | 4:08 |
| 10. -76. | (stilte)                   |      |
| 77.      | Laydown (verborgen nummer) | 3:07 |